# Halo 2
Halo 2 é um jogo eletrônico de tiro em primeira pessoa de 2004, desenvolvido pela Bungie. Lançado para o console Xbox em 9 de novembro de 2004, o jogo é o segundo título da franquia Halo e a sequência do aclamado Halo: Combat Evolved de 2001. Uma versão do jogo para Microsoft Windows foi lançada em 31 de maio de 2007, desenvolvida por uma equipe interna da Microsoft Game Studios conhecida como Hiren Gun. O jogo apresenta um novo motor de jogo, além de usar o motor de física Havok; armas e veículos adicionados e novos mapas multijogador. O jogador assume alternadamente os papéis do humano Master Chief e do alienígena Árbitro em um conflito do século 26 entre o Comando Espacial das Nações Unidas, o Covenant e o parasita Flood.
Após o sucesso de Combat Evolved, uma sequência era esperada e altamente antecipada. A Bungie encontrou inspiração nos pontos da trama e nos elementos de jogabilidade deixados de fora de seu primeiro jogo, incluindo o multijogador online através do Xbox Live. As restrições de tempo forçaram uma série de cortes no tamanho e no escopo do jogo, incluindo um cliffhanger que terminou o modo campanha do jogo que deixou muitos no estúdio insatisfeitos. Entre os esforços de marketing de Halo 2 havia um jogo de realidade alternativa chamado "I Love Bees", que envolvia jogadores resolvendo quebra-cabeças no mundo real.
No lançamento, Halo 2 foi o jogo mais popular no Xbox Live, ficando nessa posição até o lançamento de Gears of War para o Xbox 360 quase dois anos mais tarde. Até 20 de junho de 2006, mais de 500 milhões de partidas de Halo 2 tinham sido jogadas e mais de 710 milhões de horas foram gastas jogando no Xbox Live; até 9 de maio de 2007, o número de jogadores únicos havia aumentado para mais de cinco milhões. Halo 2 é o jogo do Xbox de primeira geração mais vendido com pelo menos 6,3 milhões de cópias vendidas somente nos Estados Unidos. O jogo recebeu elogios da crítica, com a maioria das publicações elogiando o forte componente multijogador. A campanha, no entanto, foi o foco de críticas por seu fim com um cliffhanger.
Uma versão remasterizada em alta definição de Halo 2 foi lançada como parte da Halo: The Master Chief Collection em 11 de novembro de 2014, para o Xbox One, intitulada Halo 2: Anniversary e mais tarde portada para Windows.

## Jogabilidade

Captura de ecrã do jogo Halo 2 para a Xbox; o jogador aponta uma caçadeira ao inimigo Covenant.

Halo 2 é um jogo de tiro, com uma perspectiva predominantemente primeira pessoa. Os jogadores usam uma combinação de armas e veículos humanos e alienígenas para progredir nos níveis do jogo. A barra de saúde do jogador não é visível, mas os jogadores estão equipados com um escudo de absorção de danos que se regenera quando não está levando tiro.
Certas armas podem ser empunhadas de maneira dupla, permitindo que o jogador troque precisão, uso de granadas e ataques corpo a corpo por um poder de fogo bruto. O jogador pode carregar duas armas ao mesmo tempo (ou três se empunhando duas; uma arma permanece no coldre), com cada arma tendo vantagens e desvantagens em diferentes situações de combate. Por exemplo, a maioria das armas do Covenant evita clipes de munição descartáveis por uma bateria contida, que não pode ser substituída se estiver esgotada. No entanto, essas armas podem superaquecer se disparadas continuamente por períodos prolongados. As armas humanas são menos eficazes na penetração de escudos e requerem recarga, mas não superaquecem devido ao disparo prolongado. O jogador pode carregar um total de oito granadas (quatro granadas humanas, quatro Covenant) para desalojar e atrapalhar os inimigos. Uma novidade no Halo 2 é a capacidade de abordar veículos inimigos que estão próximos ao jogador e estão em baixa velocidade. O jogador ou a IA se prendem ao veículo e ejetam forçadamente o outro motorista do veículo.

### Campanha
O modo "Campanha" do jogo oferece opções para a participação de um jogador e multijogador cooperativo. No modo campanha, o jogador deve completar uma série de níveis que englobam o enredo de Halo 2. Esses níveis se alternam entre o Master Chief e um Covenant Elite chamado Árbitro, que ocupam papéis diametralmente opostos no conflito da história. Além das variações no enredo, o Árbitro difere do Master Chief apenas porque sua armadura não possui lanterna; em vez disso, é equipada com uma forma recarregável de camuflagem ativa de curta duração que desaparece quando o jogador ataca ou sofre dano.
Existem quatro níveis de dificuldade no modo campanha: Fácil, Normal, Heroico e Lendário. Um aumento na dificuldade resultará em um aumento no número, ranque, saúde, dano e precisão dos inimigos; uma redução de duração e um aumento no tempo de recarga para a camuflagem ativa do Árbitro; uma diminuição na saúde e nos escudos do jogador; e mudanças ocasionais no diálogo.
Há conteúdo oculto no jogo, incluindo easter eggs, mensagens, objetos ocultos e armas. O mais conhecidos dos conteúdos ocultos são os crânios ocultos em todos os níveis. Os crânios, que podem ser pegos como armas, estão localizados em locais de difícil acesso. Muitos são exclusivos do modo de dificuldade Lendário. Uma vez ativado, cada crânio tem um efeito específico na jogabilidade. Por exemplo, o crânio "Sputnik" encontrado no nível "Quarantine Zone" altera a massa de objetos no jogo; resultando em explosões capazes de lançar esses objetos a distâncias maiores. Os efeitos dos crânios podem ser combinados para fornecer vários novos níveis de dificuldade e/ou novidade.

### Multijogador
Como Halo: Combat Evolved, a versão Xbox de Halo 2 apresenta um sistema multijogador que permite aos jogadores competir entre si nos modos de tela dividida e system link; além disso, adiciona suporte ao multijogador online via Xbox Live.
Halo 2 introduziu um paradigma totalmente novo de matchmaking para jogadores juntos. Nos jogos anteriores, uma pessoa especifica um tipo de jogo e mapa e define outras configurações, antes de configurar o seu dispositivo como servidor de jogo e anunciar o jogo para o mundo em geral. Halo 2 introduziu um sistema de "lista de reprodução" que automatizou esse processo para manter um fluxo constante de partidas disponíveis o tempo todo, e colocou um sistema de ranqueamento de habilidades no topo.
O multijogador no Xbox Live e os recursos de conteúdo para download da versão Xbox de Halo 2 foram suportados até a descontinuação do serviço em abril de 2010. O multijogador online de Halo 2 for Windows Vista usa o Games for Windows – Live. Em janeiro de 2013, foi reportado que os servidores multijogador para PC seriam colocados offline em 15 de fevereiro de 2013, devido à inatividade. Em 12 de fevereiro de 2013, foi anunciado que os servidores multijogador de Halo 2 no PC permaneceriam online até junho, enquanto outras opções de suporte seriam investigadas. A última sessão original do Xbox Live em Halo 2 foi concluída em 10 de maio de 2010, quase um mês após o término oficial do serviço.

## Sinopse

### Ambientação
Halo 2 ocorre no século 26. Humanos, sob a proteção do Comando Espacial das Nações Unidas ou UNSC (sigla em inglês), desenvolveram viagens no espaço mais rápido que a luz e colonizaram vários mundos. De acordo com a história do jogo, a colônia do mundo exterior, Harvest, foi dizimada por um coletivo de raças alienígenas conhecido como Covenant em 2525. Declarando que a humanidade é uma afronta a seus deuses, os Forerunners, o Covenant começa a obliterar sistematicamente os humanos com seu número e tecnologia superiores. Depois que o planeta Reach é destruído, uma única nave, a Pillar of Autumn, segue o protocolo e inicia um salto slipspace aleatório para desviar o Covenant da Terra. A equipe descobre um ringworld Forerunner chamado Halo, que o Covenant deseja ativar por causa de sua crença religiosa de que a ativação do anel trará uma "Grande Jornada", levando os Covenant leais à salvação. Liderando uma insurgência de guerrilha na superfície do anel, os humanos descobrem que os anéis são na verdade armas de último recurso, construídas para conter um parasita aterrorizante chamado Flood. O supersoldado humano Master Chief Petty Officer John-117 e sua companheira IA, Cortana, aprendem com o monitor IA do Halo, 343 Guilty Spark, que a ativação dos Halos impedirá a propagação do Flood, destruindo toda a vida senciente que o parasita possa subsistir na galáxia. Em vez de ativar o anel, no entanto, Master Chief se vira contra Guilty Spark e seus robôs e detona os motores da Pillar of Autumn, destruindo a instalação e prevenindo a fuga do Flood. Master Chief e Cortana correm de volta à Terra para alertar sobre uma invasão iminente pelas forças do Covenant.

### Enredo
Acontecendo logo após os eventos do romance Halo: First Strike, Halo 2 começa com o julgamento de Thel 'Vadam, um comandante Covenant Elite encarregado de uma frota desde o primeiro jogo, a bordo da capital móvel dos Covenant, High Charity. O Elite é retirado de sua posição, considerado herege por não ter impedido o Master Chief de destruir o Halo, e é torturado por Tartarus, o Chefe tribal dos Brutes Covenant. Na Terra, Master Chief e o Sargento Avery Johnson são elogiados por suas ações no Halo. Lord Terrence Hood premia os soldados ao lado da comandante Miranda Keyes, que aceita uma medalha em nome de seu falecido pai, o capitão Jacob Keyes.
Uma frota Covenant aparece fora do perímetro defensivo da Terra e inicia uma invasão do planeta. Enquanto o UNSC repele a maior parte da frota, um único cruzador Covenant que transportava um importante membro da hierarquia Covenant, o High Prophet of Regret, invade a cidade de Nova Mombasa, no Quênia. Master Chief auxilia na limpeza da cidade contra o Covenant; com sua frota destruída, Regret faz um salto slipspace rápido; e Keyes, Johnson, Cortana e o Master Chief o seguem a bordo da nave da UNSC, In Amber Clad. A equipe descobre outra instalação Halo; percebendo o perigo que o anel apresenta, Keyes envia o Master Chief para matar Regret enquanto ela e Johnson encontram a chave de ativação de Halo, o Índice.
Enquanto isso, o desonrado comandante Covenant é apresentado aos Profetas Hierarcas, Truth e Mercy, que reconhecem que, embora a destruição do Halo tenha sido culpa dele, ele não é um herege. Eles oferecem a ele a honrada posição de Árbitro, para que ele possa continuar lutando pelo Covenant. Em sua primeira missão para matar um líder herege, o Árbitro descobre 343 Guilty Spark, que o Covenant chama de "oráculo" e o leva de volta à High Charity. Respondendo ao pedido de socorro de Regret, High Charity e a frota Covenant chegam ao novo Halo, Instalação 05, pouco antes de Master Chief matar Regret. Bombardeado do espaço, Chief cai em um lago e é arrastado por uma misteriosa criatura com tentáculos.
A morte de Regret desencadeia discórdia entre as raças do Covenant, pois os Hierarcas deram aos Brutes o trabalho tradicional dos Elites de protegê-los depois de sua morte. O Árbitro é enviado para encontrar o Índice do Halo e recuperá-lo, subjugando Johnson e Keyes no processo antes de ser confrontado por Tartarus. Ele revela ao Árbitro que os Profetas ordenaram a aniquilação dos Elites e envia o Árbitro para um abismo profundo.
O Árbitro é salvo pela criatura com tentáculos e encontra Master Chief nas entranhas da instalação. A criatura, Gravemind, é o líder do Flood na Instalação 05. O Gravemind revela ao Árbitro que a Grande Jornada destruiria o Flood, os seres humanos e o Covenant por completo, e envia o Árbitro e o Master Chief para lugares diferentes para parar a ativação do Halo. O Master Chief é teleportado para a High Charity, onde uma guerra civil estourou entre o Covenant; A In Amber Clad, infestada de Flood, colide com a cidade, e Cortana percebe que Gravemind os usou para assumir High Charity. À medida que o parasita invade a cidade, o Prophet of Mercy é consumido, e o Prophet of Truth ordena que Tartarus leve Keyes, Johnson e Guilty Spark à sala de controle do Halo e ative o anel. Master Chief segue Truth a bordo de uma nave Forerunner que sai da cidade; Cortana fica para trás para destruir High Charity e o Halo se Tartarus conseguir ativar o anel.
O Árbitro é enviado para a superfície do Halo, onde, com a ajuda de Johnson, ele confronta Tartarus na sala de controle do Halo. Quando o Árbitro tenta convencer Tartarus de que os Prophets os traíram, Tartarus ativa o anel com raiva, e uma batalha se inicia. O Árbitro e Johnson conseguem matar Tartarus enquanto Keyes remove o Índice. Em vez de desligar completamente o anel, é acionado um protocolo de segurança de todo o sistema, colocando a Instalação 05 e todos os outros anéis Halo em espera para ativação a partir de um local remoto, ao qual Guilty Spark se refere como "a Arca". Quando a nave de Truth chega em meio a uma batalha violenta na Terra, Hood pergunta ao Master Chief o que ele está fazendo a bordo da nave. Chief responde: "Senhor, terminando esta luta".
Em uma cena pós-créditos, o Gravemind é visto chegando em High Charity, onde Cortana concorda em responder às perguntas da inteligência do Flood.

## Desenvolvimento
Halo nunca havia sido planejado como uma trilogia, mas com o sucesso crítico e comercial de Combat Evolved, uma sequência era esperada. O escritor e diretor de cinemáticas da Bungie, Joseph Staten, lembrou que durante o desenvolvimento de Combat Evolved, a Bungie "certamente tinha ideias fortes para estender a experiência de história e jogabilidade que sabíamos que não poderia caber em um jogo". O apoio adicional da publicadora para uma sequência permitiu uma maior margem de manobra e capacidade de voltar a ideias mais ambiciosas perdidas durante o desenvolvimento de Combat Evolved.
Uma característica importante para o Halo 2 foi o multijogador. O modo multijogador em Combat Evolved foi realizado via System Link e só ficou pronto semanas antes do lançamento do jogo. A maioria dos jogadores nunca jogou mapas grandes, enquanto um subconjunto desfrutou muito da ação de 16 jogadores por meio de quatro consoles em rede. "Observamos o pequeno grupo de fãs que conseguiram fazer isso", disse o líder de engenharia Chris Butcher, "e o quanto eles estavam se divertindo, e perguntamos a nós mesmos se poderíamos levar isso para todos. Isso seria algo realmente especial, realmente único."
A história de Halo 2 surgiu de todos os elementos que não foram vistos em Halo: Combat Evolved. Jason Jones organizou suas ideias centrais para a história da sequência e procurou Staten para contribuição. Segundo Staten, entre os elementos que não chegaram ao jogo finalizado estava uma "cena horrível de traição", onde Miranda Keyes prende uma bomba nas costas do Master Chief e o joga em um buraco; "Jason estava passando por uma separação bastante difícil na época e acho que isso tinha algo a ver com isso", disse ele.
Halo 2 foi anunciado oficialmente em setembro de 2002 com um trailer cinemático, posteriormente embalado com os DVDs de Halo: Combat Evolved. Um vídeo da jogabilidade em tempo real foi mostrado na E3 2003, que foi a primeira jogabilidade real vista pelo público; apresentou novos recursos, como empunhadura dupla e gráficos aprimorados. Muitos elementos do trailer, no entanto, não estavam prontos para o jogo; todo o motor gráfico usado nas filmagens teve que ser descartado, e o ambiente do trailer nunca apareceu no jogo final devido a limitações sobre o tamanho dos ambientes de jogo. A reestruturação do motor fez com que não houvesse uma versão jogável de Halo 2 por quase um ano, e os ativos e ambientes produzidos pelas equipes de arte e design não puderam ser prototipados.
Para lançar o jogo, a Bungie começou a reduzir suas ambições para as partes campanha e multijogador do jogo. Chris Butcher comentou: "Para Halo 2, tínhamos uma visão muito alta das redes. ... Passar de não ter multijogador via Internet para desenvolver um modelo on-line completamente novo foi um grande desafio para enfrentar de uma só vez e, como resultado, tivemos que deixar muitas coisas em aberto para cumprir o compromisso de data de envio que assumimos com nossos fãs" Faltando apenas um ano para o lançamento, a Bungie entrou na "mãe de todas os crunches" para terminar o jogo; em uma entrevista de 2007, Jamie Griesemer, um dos líderes de design de Halo, disse que esta falta de um período de "polimento" perto do final do ciclo de desenvolvimento foi a principal razão para as deficiências de Halo 2. Butcher retrospectivamente descreveu o modo multijogador de Halo 2 como "uma sombra pálida do que poderia e deveria ter sido se tivéssemos acertado o cronograma de nossa programação"; o final abrupto do modo campanha com um cliffhanger também foi resultado do frenesi para lançar a tempo.

### Versão Windows
Em 9 de fevereiro de 2006, Nick Baron anunciou que uma versão de Halo 2 seria lançada no PC, exclusivamente para o sistema operacional Windows Vista. Embora essa tenha sido uma decisão deliberada da Microsoft para impulsionar as vendas do Vista, o jogo pode ser ativado para jogar no Windows XP por meio de um patch de terceiros não autorizado. O jogo foi portado por uma pequena equipe da Microsoft Game Studios (codinome Hired Gun) que trabalhou em estreita colaboração com a Bungie. Como um dos títulos de lançamento do Games for Windows – Live, o jogo oferecia recursos da Live não disponíveis na versão Xbox, como suporte de guia e conquistas. O porte para Windows também adicionou dois mapas multijogador exclusivos e um editor de mapas.
Halo 2 for Windows Vista foi originalmente agendado para lançamento em 8 de maio de 2007, mas o lançamento foi adiado para 31 de maio com a descoberta de nudez parcial no editor de mapas do jogo - foi apresentada uma fotografia de um homem fazendo bundalelê para a câmera como parte da mensagem de erro ".ass". A Microsoft ofereceu correções para remover o conteúdo de nudez e revisou as classificações da caixa.

### Trapaças e atualizações
Uma queixa comum sobre o jogo online de Halo 2 foram as generalizadas trapaças, que começaram a ocorrer quase imediatamente após o lançamento do jogo. Os usuários exploravam bugs no jogo e vulnerabilidades da rede para ganhar em jogos ranqueados e, assim, aumentar seu ranque no matchmaking.
Alguns jogadores usaram "standbying" para trapacear, no qual o jogador que hospeda o jogo pressiona intencionalmente o botão de espera no modem; isso resulta em todos os jogadores, exceto os trapaceiros ficarem congelados no lugar. Dessa forma, o trapaceiro teria tempo para realizar um objetivo no jogo. "Dummying" envolve o uso de um personagem Elite e um veículo, explorando uma falha que faria com que um doppelgänger do jogador aparecesse. A trapaça também inclui softmodding, no qual um jogador usa dispositivos como o Action Replay e programas de computador para obter vantagens injustas, e bridging, que usa programas de computador para dar ao jogador o status de "hospedeiro" e, portanto, a capacidade de desconectar outros jogadores da sessão de jogo. Uma exploração de jogos chamada "super salto" ou "super pulo" é rotulada como trapaça por muitos na comunidade Xbox Live, e os funcionários da Bungie a descreveram como trapaça quando usada em partidas. Outra façanha chamada "BXR" permitiu que os jogadores fizessem ataque corpo a corpo, cancelassem a animação e atacassem rapidamente para matar instantaneamente; essa façanha e muitas outras foram removidas na sequência do jogo.
A Bungie lançou vários pacotes de mapas para Halo 2, tanto no Xbox Live quanto em discos de jogos. O Multiplayer Map Pack é um pacote de expansão destinado a disponibilizar conteúdo e atualizações do Xbox Live para jogadores offline, e foi lançado em 5 de julho de 2005. O disco contém a atualização de software do jogo, todos os nove novos mapas multijogador, um documentário sobre a criação dos mapas e um bônus cinemático chamado "Another Day on the Beach", entre outros recursos.
Em 30 de março de 2007, a Bungie anunciou que dois novos mapas estariam disponíveis em 17 de abril de 2007. O próprio Frank O'Connor da Bungie confirmou que os usuários do Xbox e do Xbox 360 teriam acesso ao conteúdo. Os dois novos mapas eram remakes de mapas originais de Halo: Combat Evolved, "Hang em' High" e "Derelict". Devido a problemas com a distribuição dos mapas, as atualizações que tornaram os mapas obrigatórios foram lançadas em 9 de maio de 2007, após o planejado. A Bungie também redefiniu todos os ranques para Halo 2 ao mesmo tempo. Em 7 de julho, também conhecido como "Dia da Bungie", a Bungie lançou o pacote de mapas chamado "Blastacular Map Pack" gratuitamente.

## Trilha sonora
A trilha sonora de Halo 2 foi composta principalmente por Martin O'Donnell e seu parceiro musical Michael Salvatori, a equipe que tinha composto a música do primeiro Halo aclamada pela crítica. O'Donnell notou ao compor a música para Halo 2 que "Fazer uma sequência nunca é uma proposta simples. Você quer tornar tudo que era legal ainda melhor e deixar de fora todas as coisas que eram fracas." O'Donnell garantiu que nenhuma parte do jogo ficasse completamente silenciosa, observando "O som ambiente é uma das principais maneiras de imergir as pessoas psicologicamente. Uma sala escura é assustadora, mas adicione uma tábua rangendo e ratos deslizando nas paredes e ela se torna realmente assustadora." Halo 2, ao contrário de seu antecessor, foi mixado para tirar o máximo proveito do som surround Dolby 5.1 Digital.
No verão de 2004, o produtor Nile Rodgers e O'Donnell decidiram lançar a música de Halo 2 em dois CDs separados; o primeiro (Volume One) conteria todos os temas presentes no jogo, além da música "inspirada" para o jogo; o segundo conteria o restante da música do jogo, grande parte incompleta, pois o primeiro CD foi lançado antes do lançamento do jogo. O primeiro CD foi lançado em 9 de novembro de 2004 e contou com a participação de Steve Vai na guitarra. Faixas adicionais incluíram vários músicos externos, incluindo Steve Vai, Incubus, Breaking Benjamin e Hoobastank. O CD Halo 2 Original Soundtrack: Volume Two, contendo a música do jogo organizada em formato de suíte, foi lançado em 25 de abril de 2006.

## Lançamento

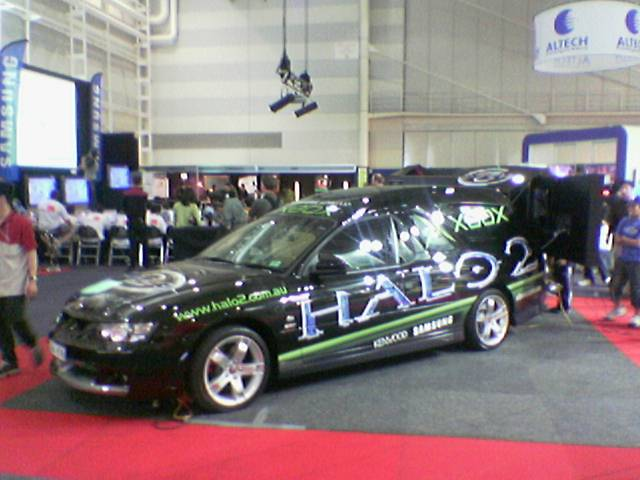
Ação promocional na Austrália para o Jogo Halo 2

O lançamento de Halo 2 foi precedido de inúmeras promoções, tie-in de produtos e comerciais semelhantes a trailers de filmes. Houve uma festa de pré-lançamento com celebridades de Halo 2 na E3 2004, na qual uma casa particular foi transformada para replicar o mundo de Halo, completo com fuzileiros navais camuflados e Cortanas percorrendo o local.
Além das formas mais tradicionais de promoção, Halo 2 também fez parte de um projeto elaborado de jogo de realidade alternativa, intitulado "I Love Bees", com o custo estimado em cerca de um milhão de dólares. Esse "jogo" era centrado em um site hackeado, supostamente um site sobre apicultura, onde residia uma IA do futuro. O projeto recebeu atenção significativa de sites como Slashdot e Wired News; A Wired notou que o jogo estava tirando a atenção das eleições presidenciais de 2004 nos Estados Unidos. O jogo ganhou um prêmio por criatividade no 5º Game Game Developers Choice Awards anual e foi indicado ao prêmio Webby. Na manhã de 14 de outubro de 2004, um vazamento da versão francesa do jogo foi publicado na Internet e circulou amplamente.
Halo 2 foi vendido em uma edição padrão e uma "Edição Limitada de Colecionador". A edição de colecionador apresenta a edição regular e inclui várias ofertas promocionais, uma capa especial e um DVD especial da produção de Halo 2. O manual de instruções também foi escrito do ponto de vista do Covenant, e não do ponto de vista do UNSC usado na edição regular. Também está incluído o livreto "Conversations from the Universe", que contém informações adicionais do lado humano e Covenant da história de Halo; transcrições estão disponíveis online. O jogo é armazenado em uma caixa de alumínio com o logotipo de Halo 2.
O primeiro lançamento oficial de Halo 2 foi no Canadá, Austrália, Nova Zelândia e Estados Unidos em 9 de novembro de 2004. A expectativa pelo jogo era alta; três semanas antes deste lançamento, um recorde de 1,5 milhão de cópias já haviam sido pré-encomendadas. Filas enormes formadas à meia-noite do lançamento do jogo; o evento recebeu atenção significativa da mídia. Em seguida, foram lançados em 10 de novembro de 2004 na França e em outros países europeus e 11 de novembro no Reino Unido. O jogo vendeu 2,4 milhões de cópias e arrecadou US$ 125 milhões nas primeiras 24 horas nas prateleiras das lojas, superando o filme Pirates of the Caribbean: Dead Man's Chest como o lançamento de maior bilheteria na história do entretenimento. O jogo vendeu 260.000 unidades no Reino Unido em sua primeira semana, tornando-o o terceiro título de venda mais rápida naquele território. Por fim, recebeu um prêmio de vendas "Double Platinum" da Entertainment and Leisure Software Publishers Association (ELSPA), indicando vendas de pelo menos 600.000 cópias no Reino Unido. Em 20 de junho de 2006, o Xbox.com informou que mais de meio bilhão de jogos de Halo 2 foram jogados no Xbox Live desde o seu lançamento. Halo 2 é o jogo do Xbox de primeira geração mais vendido com 8,46 milhões de cópias vendidas em novembro de 2008. Em 25 de setembro de 2007, Halo 2 era o quinto jogo eletrônico mais vendido nos Estados Unidos, com 6,3 milhões de cópias vendidas, segundo o NPD Group. Desde o dia do seu lançamento inicial e até meados de novembro de 2006, Halo 2 foi o jogo eletrônico mais popular no Xbox Live, mesmo após o lançamento do Xbox 360; sua posição foi superada em 2006 por Gears of War, exclusivo para 360. Halo e Halo 2 ainda são alguns dos jogos mais jogados para o console Xbox.

## Recepção
Halo 2 recebeu elogios da crítica. No site de análise agregado Metacritic, o jogo alcançou uma pontuação geral de 95 em 100, respectivamente. Halo 2 recebeu vários prêmios, incluindo Melhor Jogo de Console e Melhor Design de Som da Interactive Achievement Awards. Segundo o Xbox.com, o jogo recebeu mais de 38 prêmios individuais.
Muitos analistas elogiaram o áudio por ser especialmente vívido. O modo multijogador foi destacado como o melhor do Xbox Live na época. A Game Informer, juntamente com várias outras publicações, classificou-o como superior ao de Halo: Combat Evolved, citando um modo multijogador aprimorado e uma jogabilidade menos repetitiva. A maioria dos críticos notou que Halo 2 seguiu a fórmula que fez seu antecessor ser bem-sucedido, e foi elogiado e criticado por esta decisão. A análise da revista Edge concluiu que Halo 2 poderia ser resumido com uma linha de seu script: "Não é um novo plano. Mas sabemos que vai funcionar."
O modo de campanha do jogo recebeu algumas críticas por ser muito curto, e por apresentar um final abrupto com um cliffhanger. A GameSpot notou que, embora a troca da história entre o Covenant e as facções humanas tenha tornado o enredo mais complexo, ele distraiu o jogador da sobrevivência da Terra e do ponto principal do jogo; enquanto a Edge rotulava o enredo de "uma confusão de fan-fiction de ficção científica e política confusa ao estilo do Episódio II".
A versão para Windows do jogo recebeu críticas mistas, com a IGN classificando-a em 7.5/10, e a GameSpot dando-a 7.0/10. A maioria das críticas ocorreu devido à data de lançamento tardia e aos gráficos datados. Ele recebeu uma pontuação agregada de 72 em 100 no Metacritic.

### Legado
Várias publicações listaram a tecnologia de matchmaking inovadora de Halo 2 como um dos pontos de virada na indústria de jogos durante os anos 2000. Sterling McGarvey, do canal de televisão G4, escreveu que "a sequência da Bungie foi um tiro no braço para assinaturas do Xbox Live e previu muitos dos recursos que definiriam o padrão para o serviço online da Microsoft na próxima máquina". Os editores da Popular Mechanics listaram Halo 2 como um dos quinze melhores eventos da década, creditando ao jogo a inclusão de multijogador on-line às massas dos consoles. Paul Chapman do The Province concordou, escrevendo que jogos como Call of Duty: Modern Warfare 2 não seriam tão divertidos de jogar se não fosse pelo chão que Halo 2 quebrou.